# Casanova (1976)
Casanova (Italiaans: Il Casanova di Federico Fellini) is een Italiaans-Amerikaanse historische dramafilm uit 1976 onder regie van Federico Fellini. De film is gebaseerd op de autobiografie Histoire de Ma Vie van avonturier Giacomo Casanova.

## Verhaal
Giacomo Casanova gaat in op de avances van een non. De Franse ambassadeur De Bernis ziet hen bezig. Hij is de minnaar van de non. Vanaf dat punt vertelt de beroemde verleider Casanova schaamteloos over zijn liefdesrelaties.

## Rolverdeling
| Acteur              | Personage                                      |
| ------------------- | ---------------------------------------------- |
| Donald Sutherland   | Giacomo Casanova                               |
| Gigi Proietti       | Stem Casanova, Italiaanse dub                  |
| Tina Aumont         | Henriette                                      |
| Cicely Browne       | Madame d'Urfé                                  |
| Carmen Scarpitta    | Madame Charpillon                              |
| Clara Algranti      | Marcolina                                      |
| Daniela Gatti       | Giselda                                        |
| Margareth Clémenti  | Zuster Maddalena (de non)                      |
| Mario Cencelli      | Dr. Moebius (onvermeld)                        |
| Olimpia Carlisi     | Isabella                                       |
| Silvana Fusacchia   | Isabella's zus                                 |
| Leda Lojodice       | Rosalba, de mechanische pop                    |
| Sandra Elaine Allen | Angelina de reuzin                             |
| Clarissa Mary Roll  | Anna Maria                                     |
| Daniel Emilfork     | Markies Du Bois                                |
| Alessandra Belloni  | Prinses (onvermeld)                            |
| Dudley Sutton       | Karel Eugenius, Hertog van Württemberg         |
| John Karlsen        | Lord Talou                                     |
| Reggie Nalder       | Faulkircher                                    |
| Harold Innocent     | Graaf van Saint-Germain                        |
| Marika Rivera       | Astrodi (onvermeld)                            |
| Diane Kurys         | Madame Charpillon's dochter (onvermeld)        |
| Dan van Husen       | Viderol (onvermeld)                            |
| Mary Marquet        | Zanetta Farussi, Casanova’s moeder (onvermeld) |
| Nicholas Smith      | Casanova’s broer (onvermeld)                   |
| Angelica Hansen     | Gebochelde dame (onvermeld)                    |

## Prijzen en nominaties
| Jaar | Prijs              | Categorie               | Genomineerde(n)                     | Uitslag     |
| ---- | ------------------ | ----------------------- | ----------------------------------- | ----------- |
| 1977 | Oscars             | Beste kostuumontwerp    | Danilo Donati                       | Gewonnen    |
| 1977 | Oscars             | Beste bewerkte scenario | Federico Fellini Bernardino Zapponi | Genomineerd |
| 1977 | David di Donatello | Beste muziek            | Nino Rota                           | Gewonnen    |
| 1978 | BAFTA's            | Beste kostuumontwerp    | Danilo Donati                       | Gewonnen    |
| 1978 | BAFTA's            | Beste productieontwerp  | Danilo Donati Federico Fellini      | Gewonnen    |
| 1978 | BAFTA's            | Beste camerawerk        | Giuseppe Rotunno                    | Genomineerd |